# Alfa Romeo 1900
O Alfa Romeo 1900 é uma berlina desportiva desenhada por Orazio Satta para a companhia Alfa Romeo em 1950. Foi o primeiro carro da Alfa Romeo a ser produzido inteiramente numa linha de produção e também foi o primeiro carro de produção da Alfa Romeo construído sem o chassis separado e o primeiro Alfa disponível com volante à direita. O carro foi introduzido pela primeira vez para o grande público no Paris Motor Show.
O 1900 era disponibilizado em modelos de duas e quatro portas com um novo motor Twin Cam de 1884 cc com 90 cv e 4 cilindros. O carro era espaçoso e simples, mas rápido e desportivo. O slogan que a Alfa Romeo usava para vendê-lo era "O carro familiar que ganha corridas", uma alusão não muito subtil ao sucesso do carro na Targa Florio, Stella Alpina e outras competições. Em 1951, a versão com uma distância entre eixos mais pequena 1900C (c de corto) foi introduzida. Tinha uma distância entre eixos de 2500 mm. No mesmo ano, o 1900TI com um motor mais poderoso com 101 cv foi introduzido. Este modelo tinha válvulas maiores, uma taxa de compressão mais alta e era equipado com um carburador duplo. Dois anos depois o 1900 Super e o 1900 TI Super (também chamado 1900 Super Sprint) com o motor de 1975 cc foram introduzidos. O TI Super tinha dois carburadores duplos e 117 cv. A transmissão era manual de 4 velocidades nas versões básicas e manual de 5 velocidades na versão Super Sprint, e os travões eram de tambor.
A produção na fábrica de Milão da companhia continuou até 1959: um total 21304 foram construídos, incluindo 17390 berlinas.
O chassis foi desenhado especificamente para permitir construtoras de carroçarias para modificar a carroçaria, sendo a mais notável a que a Zagato desenhou, o 1900 Super Sprint Coupe, com um motor melhorado e design de carroçaria personalizado. O Matta é a variante 4x4 todo-o-terreno deste carro.

## Motores
| Modelo   | Cilindrada | Potência | Velocidade Máxima   |
| -------- | ---------- | -------- | ------------------- |
| 1900     | 1884 cc    | 80-90 cv | 166 km/h - 171 km/h |
| TI       | 1884 cc    | 100 cv   | 170 km/h            |
| Super    | 1975 cc    | 90 cv    | 160 km/h            |
| TI Super | 1975 cc    | 115 cv   | 180 km/h            |

## IKA Bergantin
As Industrias Kaiser Argentina produziu entre 1960 e 1962 um carro chamado IKA Bergantin. A sua carroçaria e suspensão eram do Alfa Romeo 1900 Berlina e os motores eram da linha Willys: um 2.5 L e um 3.7L.

## Galeria de Modelos

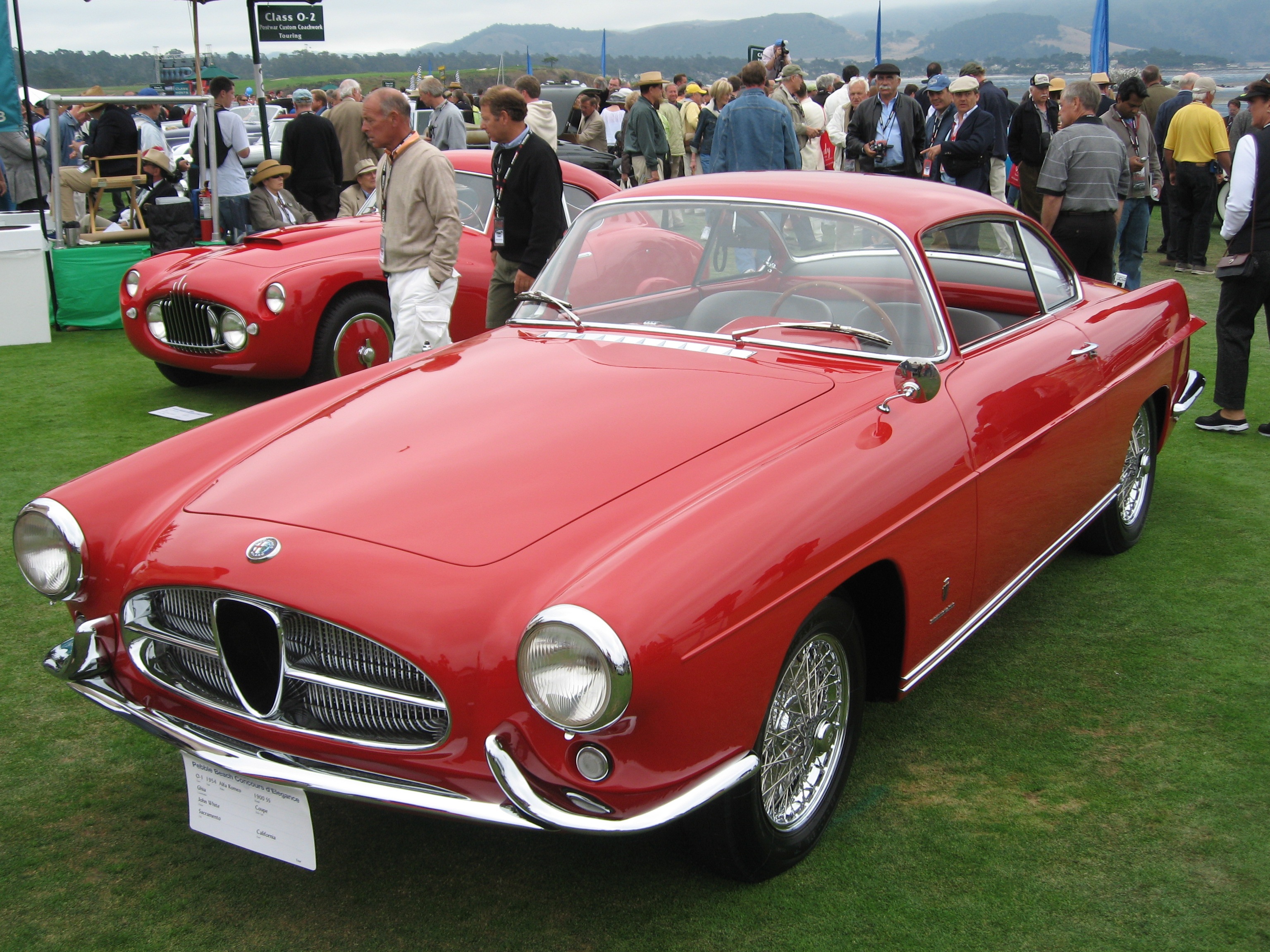
1900 SS Ghia (1954)
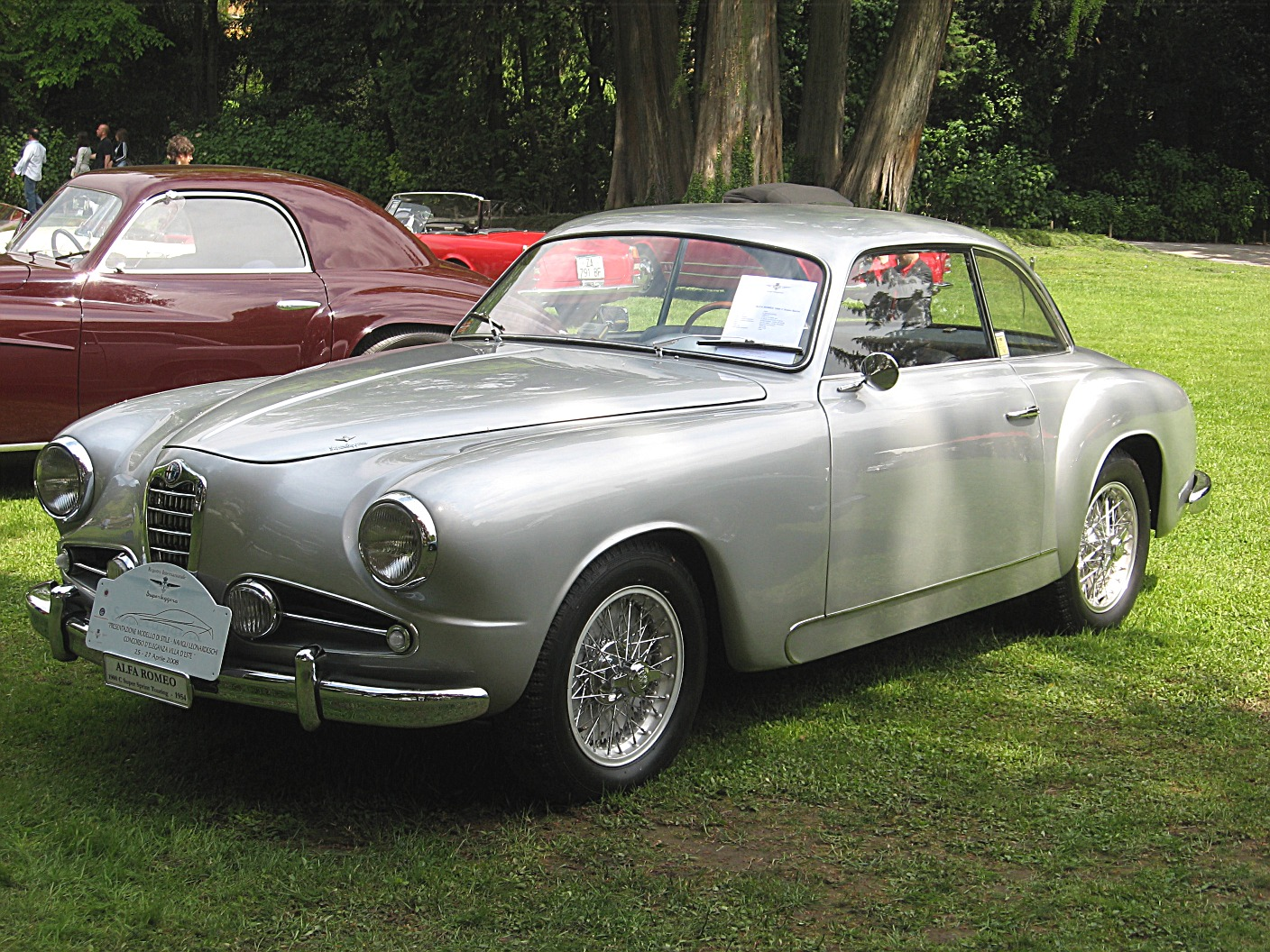
1900 C Super Sprint Touring (1954)
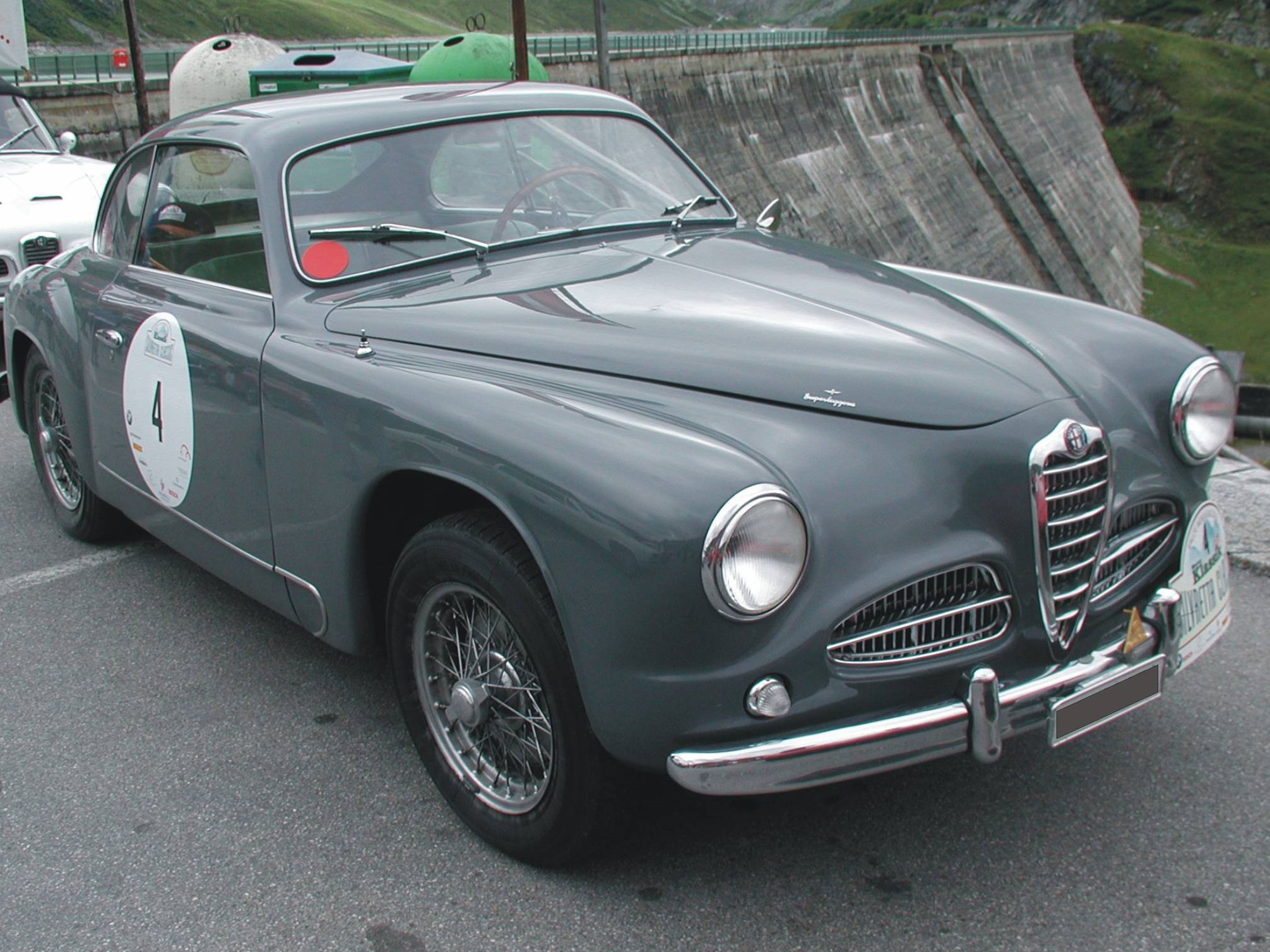
1900 C Sprint Touring Superleggera
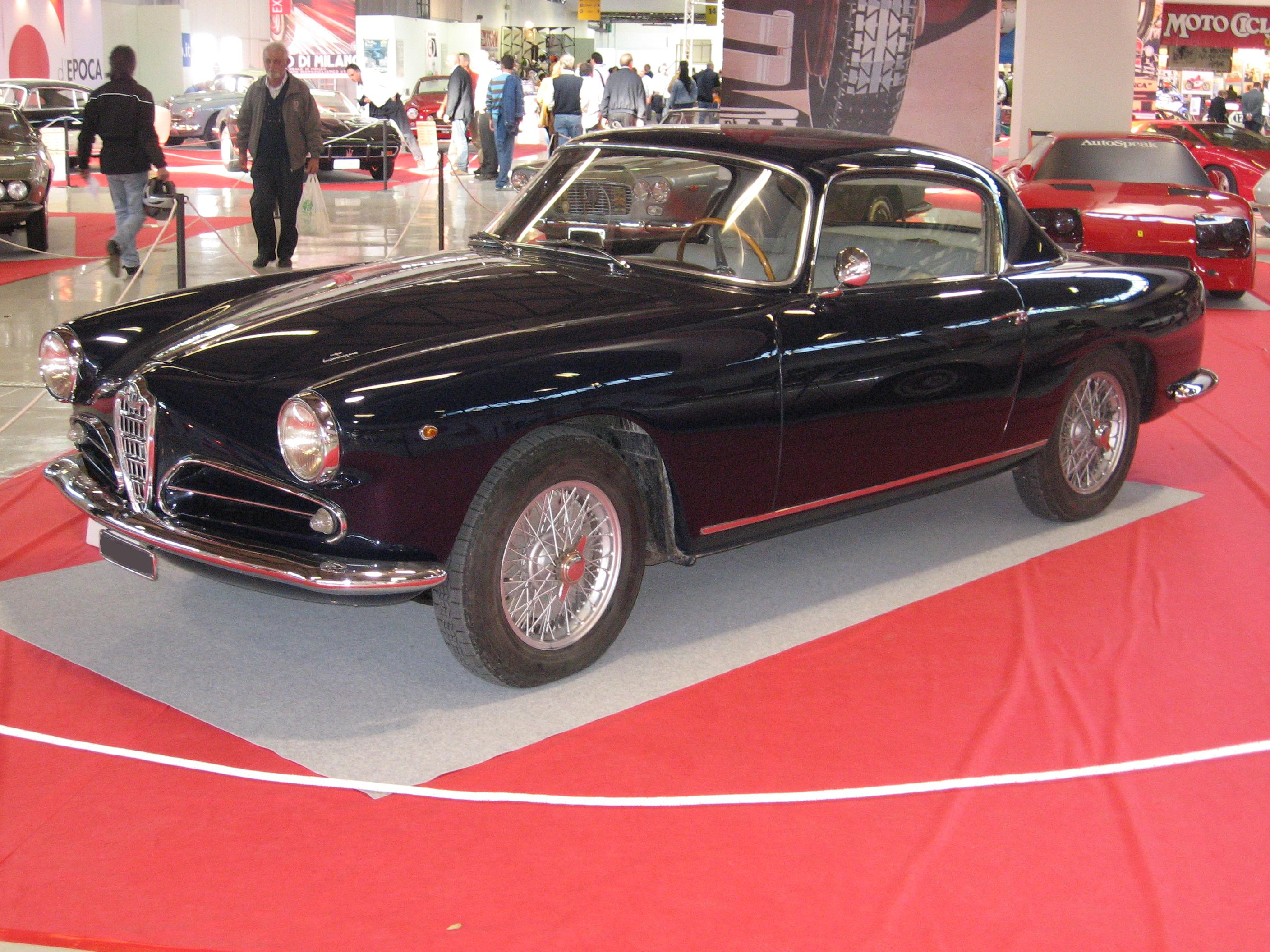
1900 Super Sprint
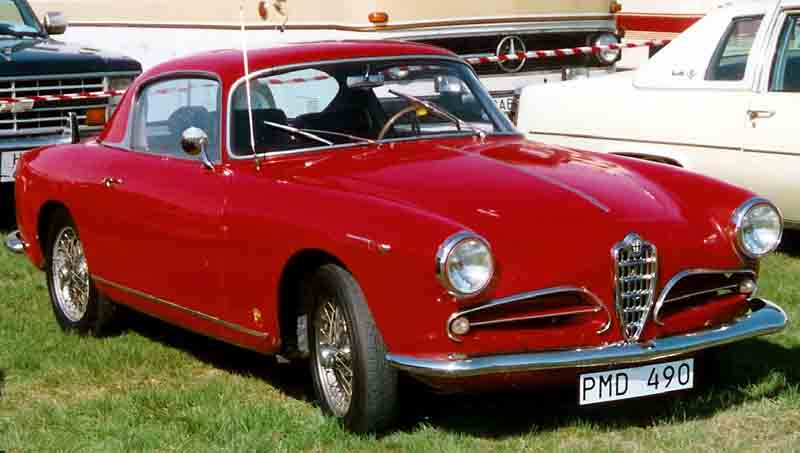
1900C Super (1956)
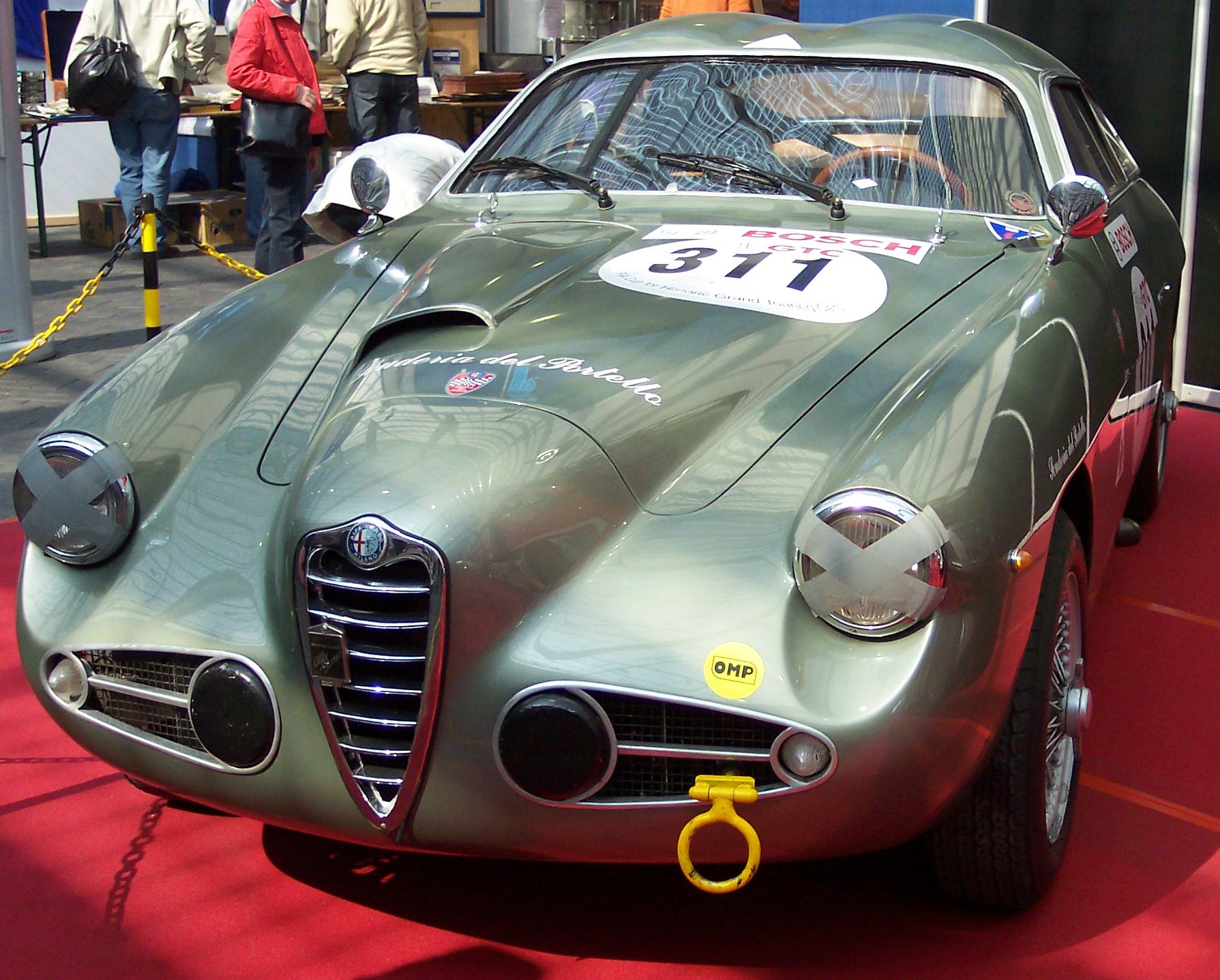
1900 CSS Zagato
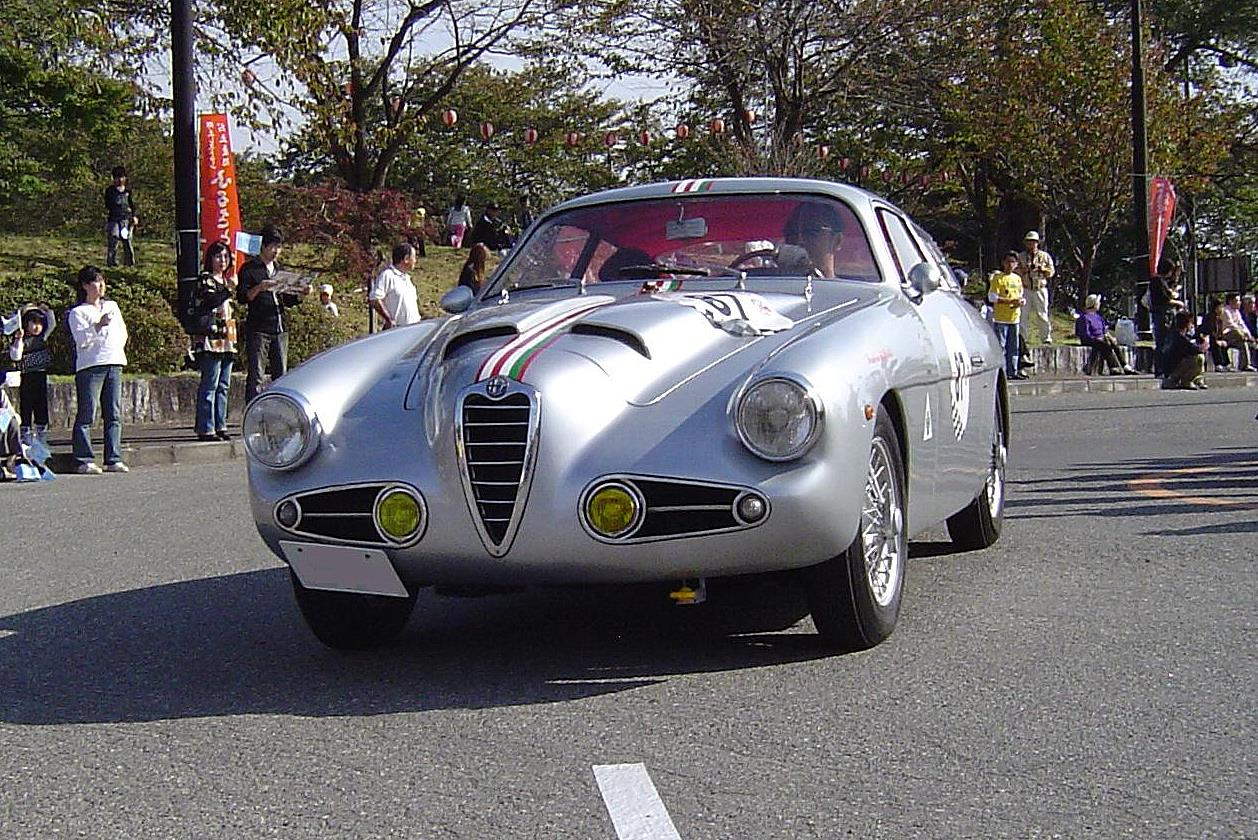
1900 SS Zagato
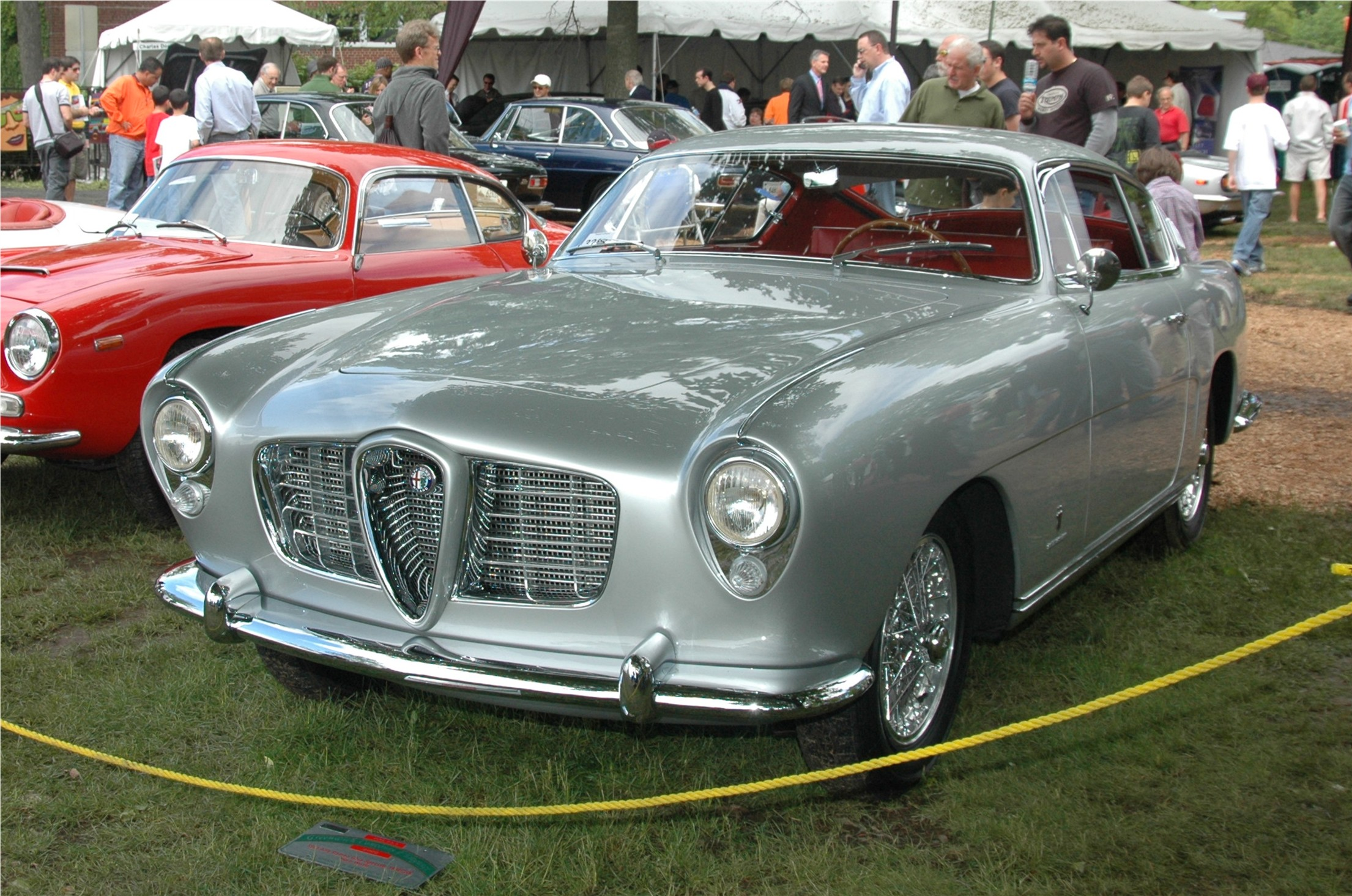
Ghia Speciale 1900 CSS
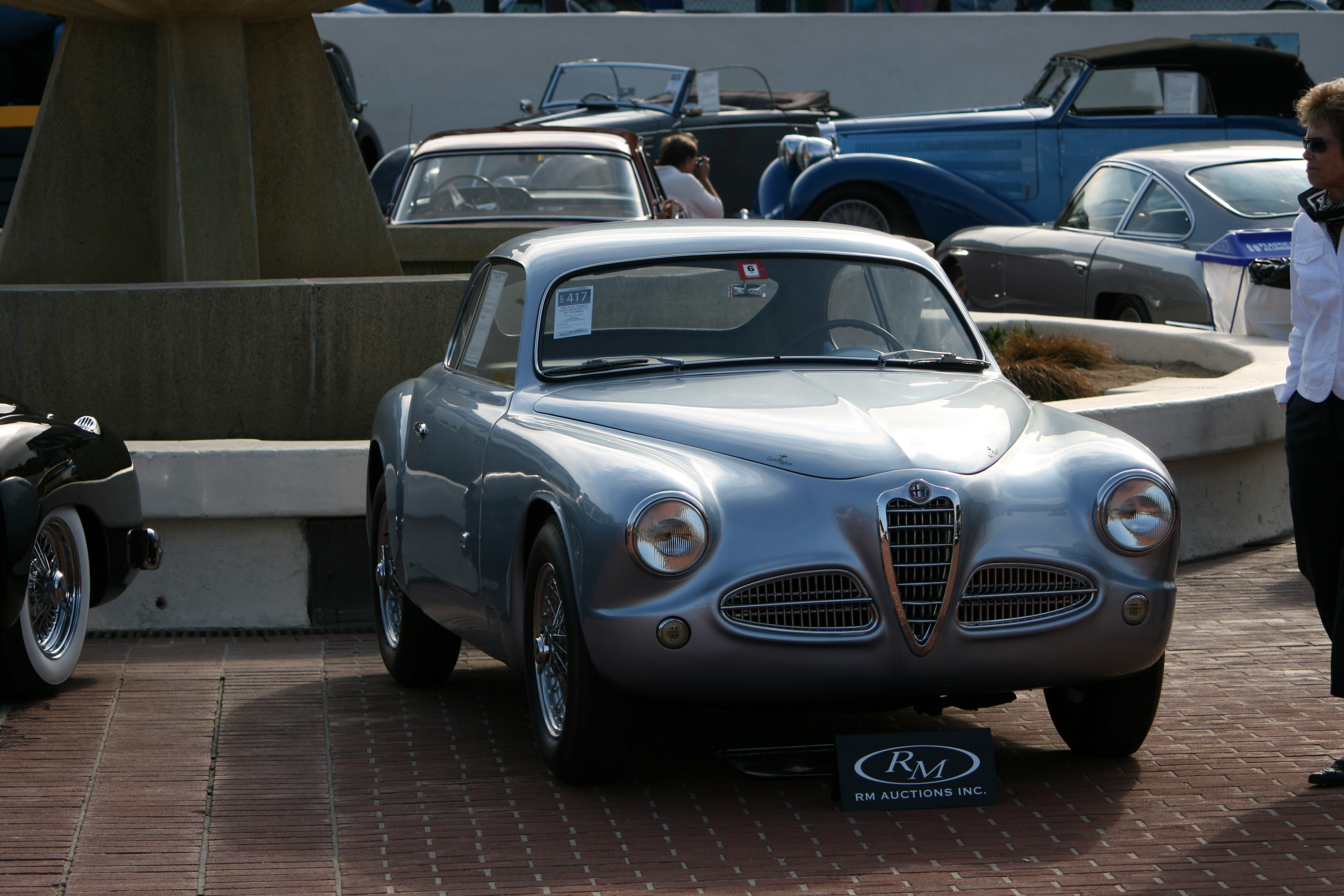
1900C Berlinetta Touring Superleggera  (1952)
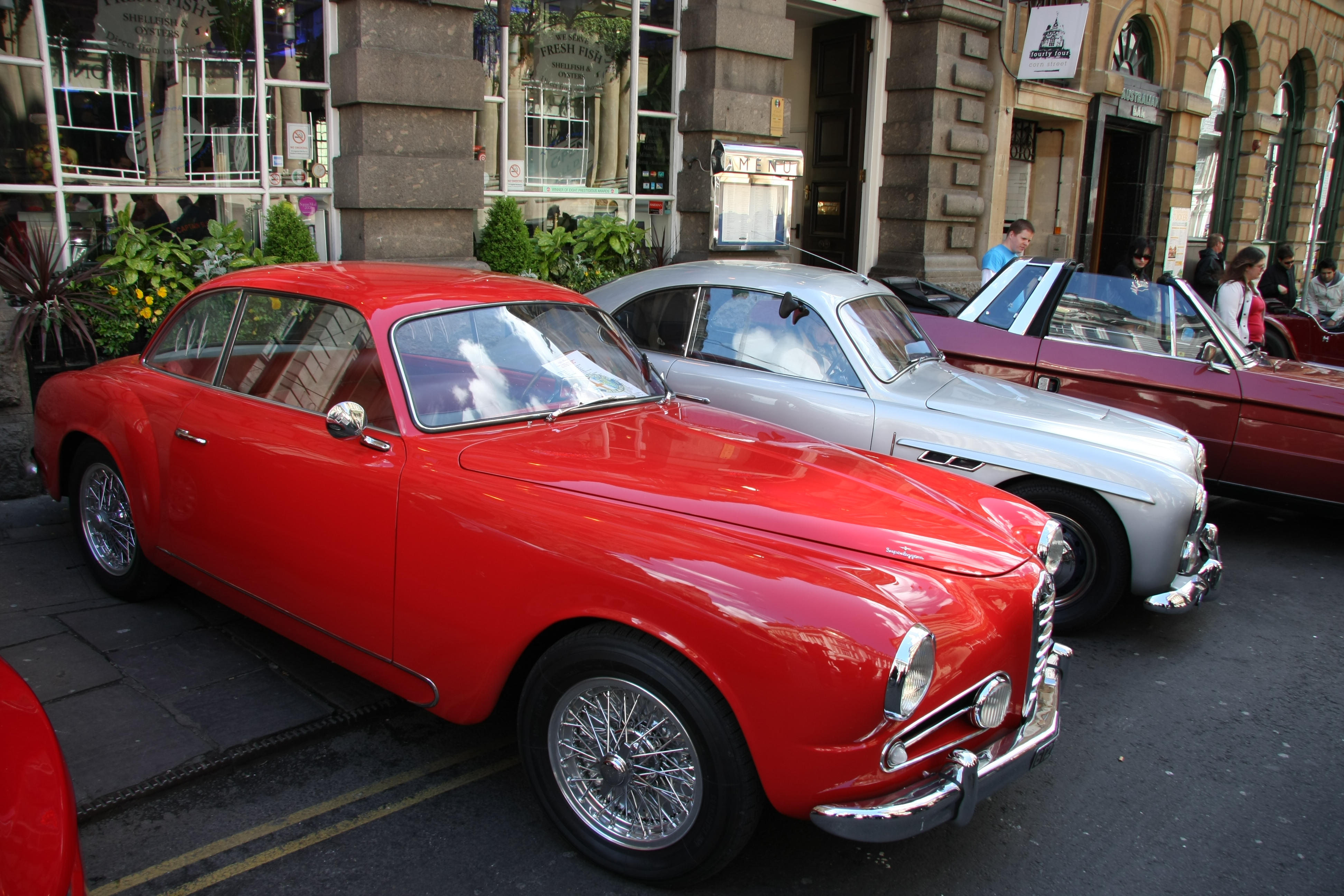
1900C Touring 1954